# Varignonova věta

Obsah Varignonova rovnoběžníku EFGH = polovině obsahu čtyřúhelníku ABCD

Varignonova věta je v euklidovské geometrii věta, která se zabývá konstrukcí konkrétního rovnoběžníku, varignonského rovnoběžníku, z libovolného čtyřúhelníku (čtyřúhelníku). Věta je pojmenována po Pierru Varignonovi, který ji publikoval v roce 1731.

## Věta
Středy stran libovolného čtyřúhelníku tvoří rovnoběžník. Je-li čtyřúhelník konvexní nebo konkávní (ne komplexní), pak plocha rovnoběžníku je polovinou plochy čtyřúhelníku.
| konvexní čtyřúhelník | konkávní čtyřúhelník | překřížený čtyřúhelník |
| -------------------- | -------------------- | ---------------------- |
|                      |                      |                        |

## Varignonův rovnoběžník

### Vlastnosti
Rovinný Varignonův rovnoběžník má také následující vlastnosti:
- Každá dvojice protilehlých stran Varignonova rovnoběžníku je rovnoběžná s úhlopříčkou v původním čtyřúhelníku.
- Strana Varignonova rovnoběžníku je poloviční, pokud je úhlopříčka v původním čtyřúhelníku rovnoběžná.
- Obsah Varignonova rovnoběžníku se rovná polovině obsahu původního čtyřúhelníku. Toto platí pro konvexní, konkávní a překřížené čtyřúhelníky za předpokladu, že tato oblast je definována jako rozdíl obsahů dvou trojúhelníků, ze kterých se skládá. [1]
- Obvod Varignonova rovnoběžníku se rovná součtu úhlopříček původního čtyřúhelníku.
- Úhlopříčky Varignonova rovnoběžníku jsou střední příčky původního čtyřúhelníku.

Délka střední příčky, která v konvexním čtyřúhelníku se stranami a, b, c a d spojuje středy stran a a c, je
{\displaystyle m={\tfrac {1}{2}}{\sqrt {-a^{2}+b^{2}-c^{2}+d^{2}+p^{2}+q^{2}}}},
kde p a q jsou délky úhlopříček. Délka střední příčky, která spojuje středy stran b a d, je
{\displaystyle n={\tfrac {1}{2}}{\sqrt {a^{2}-b^{2}+c^{2}-d^{2}+p^{2}+q^{2}}}}
 :s.p.126
{\displaystyle \displaystyle p^{2}+q^{2}=2(m^{2}+n^{2})}.
Délka bimediánů (středních příček) může být také vyjádřena dvěma protilehlými stranami a vzdáleností x mezi středy úhlopříček. To je možné při použití Eulerova čtyřúhelníkového teorému ve výše uvedených vzorcích; odkud
{\displaystyle m={\tfrac {1}{2}}{\sqrt {2(b^{2}+d^{2})-4x^{2}}}}
a
{\displaystyle n={\tfrac {1}{2}}{\sqrt {2(a^{2}+c^{2})-4x^{2}}}.}
V konvexním čtyřúhelníku je následující spojení mezi středními příčkami a úhlopříčkami:
- Dvě střední příčky mají stejnou délku, pokud a jen tehdy, jsou-li dvě úhlopříčky kolmé.
- Dvě střední příčky jsou kolmé, pokud a pouze pokud mají dvě úhlopříčky stejnou délku.

### Speciální případy
Varignonův rovnoběžník je kosočtverec jestliže dvě úhlopříčky čtyřúhelníku mají stejnou délku, tj. čtyřúhelník je equidiagonální.
Varignonův rovnoběžník je obdélník jestliže úhlopříčky čtyřúhelníku jsou kolmé, tj. čtyřúhelník je orthodiagonální.